# Włodzimierz Pawluczuk
Włodzimierz Pawluczuk (ur. 1934 w Rybołach, zm. 21 maja 2025) – polski antropolog, religioznawca, profesor nauk humanistycznych, nauczyciel akademicki Uniwersytetu Jagiellońskiego, Uniwersytetu w Białymstoku i Wyższej Szkoły Ekonomicznej w Białymstoku. Badacz kultury ludowej, publicysta, pisarz. Był autorem 16 książek oraz ponad 100 artykułów.

## Życiorys
Rozpoczął swoją karierę naukową na Uniwersytecie Warszawskim, studiując socjologię. Pierwszym promotorem jego rozprawy doktorskiej został Zygmunt Bauman, który w wyniku represji politycznych w 1968 r. został usunięty z UW i musiał opuścić kraj. Funkcję promotora przejęła Maria Ossowska. W 1970 r. uzyskał stopień doktora na podstawie rozprawy pt. Światopogląd jednostki w warunkach rozpadu tradycyjnych społeczności terytorialnych.
W latach 1972–1978 pracował w Ośrodku Badań Naukowych w Białymstoku. Równocześnie kontynuował działalność naukową, uzyskując stopień doktora habilitowanego w 1977 na Uniwersytecie Wrocławskim na podstawie rozprawy: Osobowość ludzka wobec antynomii kultury i cywilizacji. Została ona w 1978 opublikowana przez Państwowy Instytut Wydawniczy pod tytułem Żywioł i forma. Wstęp do badań nad kulturą współczesną” w ramach serii wydawniczej Biblioteka Myśli Współczesnej.
W 1980 został dyrektorem Międzyuczelnianego Instytutu Nauk Społecznych Szkolnictwa Artystycznego w Warszawie. Od października 1982 rozpoczął pracę w Instytucie Religioznawstwa Uniwersytetu Jagiellońskiego. W latach 1984–1986 pełnił funkcję wicedyrektora tego Instytutu, a w latach 1986–1993 funkcję dyrektora. Tytuł profesora uzyskał w 1994. Starszy wykładowca w Wyższej Szkole Pedagogicznej w Krakowie w latach 1990–1992 oraz dyrektor Instytutu Socjologii na Wydziale Historyczno-Socjologicznym Uniwersytetu w Białymstoku w latach 2005–2006.
Jego dane znajdują się w  katalogu osób "rozpracowywanych", zamieszczonym w Biuletynie Informacji Publicznej Instytutu Pamięci Narodowej.
Członek Centralnej Komisji do Spraw Stopni i Tytułów kadencji 2003–2006 oraz Komitetu Nauk o Kulturze PAN w latach 2007–2010. Od 2015 Profesor Senior na Uniwersytecie w Białymstoku.
Pod jego kierunkiem stopień doktora uzyskali m.in. Mariusz Maszkiewicz (1993), Andrzej Szyjewski (1994), Marek Melnyk (1998), Dominika Motak (2001) i Jacek Sieradzan (2004).
Pochowany na cmentarzu prawosławnym w Rybołach.

## Praca naukowa
Głównym problemem badawczym Pawluczuka była sytuacja człowieka w warunkach kryzysu kultury, czy też całkowitego jej rozpadu, jak w przypadku społeczności tradycyjnych, a także życia religijnego w perspektywie codzienności. W początkach swej działalności naukowej zajmował się tymi problemami na przykładzie społeczności prawosławnych wschodniej Białostocczyzny, później analizował je na przykładzie współczesnej Ukrainy. Był też autorem prac o zjawiskach kryzysu w cywilizacji Zachodu. W pracy Potoczność i transcendencja przedstawił koncepcję „morfologii codzienności”, a zwłaszcza obecności doświadczeń transcendencji w warunkach codzienności. Ideę tę rozwinął w kolejnych swoich książkach: Wiara a życie codzienne i Sposób bycia jako rodzaj wiary.

## Działalność pozanaukowa
Oprócz pracy naukowej zajmował się publicystyką i reportażem. W 1974 opublikował w Wydawnictwie Literackim książkę pod tytułem Wierszalin. Reportaż o końcu świata, która stała się podstawą przedstawienia w Teatrze „Wierszalin” w Supraślu pod tym samym tytułem oraz filmu Krzysztofa Wojciechowskiego Historia o proroku Eliaszu z Wierszalina.
Poza Wierszalinem Pawluczuk opublikował w 2004 powieść pt. Judasz, za którą otrzymał między innymi Nagrodę Literacką im. Wiesława Kazaneckiego oraz nagrodę im. Hulewicza za „nauczanie filozofii człowieka na polsko-białorusko-ukraińskim pograniczu”.

## Publikacje
- Światopogląd jednostki w warunkach rozpadu społeczności tradycyjnej, wyd. Państwowe Wydawnictwo Naukowe (1972)
- Wierszalin. Reportaż o końcu świata, wyd. Wydawnictwo Literackie (1974)
- Naprawianie świata, wyd. Ludowa Spółdzielnia Wydawnicza (1978)
- Żywioł i forma. Wstęp do badań empirycznych nad kulturą współczesną, wyd. Państwowy Instytut Wydawniczy (1978)
- Zdarzenia, wyd. Pojezierze (1980)
- Wiara a życie codzienne, wyd. Miniatura (1990)
- Sposób bycia jako rodzaj wiary, wyd. Uniwersytet Jagielloński (1991)
- Potoczność i transcendencja, wyd. Nomos (1994)
- Ukraina – polityka i mistyka wyd. Nomos (1998)
- Wierszalin. Reportaż o końcu świata trzydzieści lat później, wyd. Kartki (1999)
- Judasz, wyd. WAB (2004)
- Wprowadzenie do teorii cywilizacji. Cz. 1. Systemy teoretyczne, wyd. Wyższa Szkoła Ekonomiczna Białystok (2008)
- Miłość ponowoczesna, wyd. Stopka (2005)
- Wierszalin. Reportaż o końcu świata (wydanie albumowe), wyd. Supraśl (2008)
- Oblicza Wiary, wyd. Nomos (2014)
- Światopogląd a sposób bycia, wyd. Avalon (2016)

## Nagrody i odznaczenia

### Nagrody
- Nagroda Klubu Dziennikarzy Naukowych za rok 1978, maj 1979
- Nagroda Ministra Kultury i Sztuki. Dyplom Honorowy dla Włodzimierza Pawluczuka za wybitne osiągnięcia w upowszechnianiu kultury – 18.09.1974.
- Nagroda Ministra Kultury i Sztuki za szczególne osiągnięcia w dziedzinie dydaktyczno-wychowawczej – 14.10.1978.
- Nagroda Ministra Kultury i Sztuki I stopniała szczególne osiągnięcia w wydaniu książki pt. Żywioł i Forma – 29.09.1979.
- Nagroda Literacka im.Stanisława Piętaka za tom esejów Żywioł i forma” – 3.06.1980.
- Nagroda rektora Uniwersytetu Jagiellońskiego „Za wybitne osiągnięcia naukowe, tj. za książkę  Sposób bycia jako rodzaj wiary – 34.11.1993.
- Nagroda Jubileuszowa Rektora Uniwersytetu Jagiellońskiego – 1997
- Nagroda rektora Uniwersytetu w Białymstoku „za pracę naukową i działalność organizacyjną” – 10.10.2003.
- Nagroda Literacka im. Wiesława Kazaneckiego za rok 2004 za książkę Judasz – 2005.
- Tytuł „Zasłużony dla Uniwersytetu” nadany przez Senat Uniwersytetu w Białymstoku – 23.05.2007
- Nagroda im. Witolda Hulewicza, Warszawa 15 grudnia 2007

### Odznaczenia
- Złoty Krzyż Zasługi – 1976
- Złota Odznaka honorowa „Zasłużony Białostocczyźnie” – 3 października 1978
- Medal Zygmunta Glogera – listopad 2001
- Krzyż Kawalerski Orderu Odrodzenia Polski – 2004
- Odznaka honorowa „Zasłużony dla Kultury Polskiej” – 17 października 2006
- Medal Komisji Edukacji Narodowej – 24 czerwca 2008